# Michael Jai White
Michael Jai White, född 10 november 1967, är en amerikansk skådespelare och professionell kampsportsutövare.

## Filmografi (i urval)
- The Toxic Avenger Part II (1989)
- Universal Soldier (1992)
- Tyson (1995) (TV)
- Captive Heart: The James Mink Story (1996) (TV)
- Spawn (1997)
- Ringmaster (1998)
- Thick as Thieves (1998)
- Universal Soldier: The Return (1999)
- Freedom Song (2000) (TV)
- Exit Wounds (2001)
- Trois 2: Pandora's Box (2002)
- Silver Hawk (2004) (International Martial Arts Film)
- Kill Bill: Volume 2 (2004 - Deleted Scene that can be seen in the Special Features)
- Undisputed II: Last Man Standing (2006)
- Why Did I Get Married? (2007)
- The Dark Knight (2008)
- Black Dynamite (2009)
- Blood and Bone (2009)
- Why Did I Get Married Too? (2010)
- Mortal Kombat: Rebirth (2010)
- Sucker Punch (2011)
- Never back down 2 (2011)
- We the Party (2012)
- The Philly Kid (2012)
- Falcon Rising (2014)
- Skin Trade (2015)